# Jackie Torrens
Pour les articles homonymes, voir Torrens.
Jackie Torrens est une actrice et scénariste canadienne née à  l'île-du-Prince-Édouard.

## Filmographie

### comme Actrice
- 1996 : El Mundo del Lundo (TV) : Various (voix)
- 1998 : Made in Canada (série TV) : Wanda
- 2000 : Task Force: Caviar (TV) : Andy
- 2002 : Marion Bridge : Marlene
- 2002 : The Wild Dogs : Brenda
- 2003 : Shattered City: The Halifax Explosion (TV) : Isabel 'Izzy'
- 2004 : Le Choix de Gracie (Gracie's Choice) (TV) : Sandra Jacobs
- 2005 : Le Journal de Suzanne (Suzanne's Diary for Nicholas) (TV) : Melanie
- 2005 : Whole New Thing : Claire
- 2005 : Trudeau II: Maverick in the Making (feuilleton TV) : Reporter